# 2waytraffic
2waytraffic — нидерландская телекомпания, основанная в 2004 году ключевыми фигурами компании Endemol Кисом Абрахамсом, Унико Глори, Тако Кетелааром и Хенком Кейлманом. Офисы компании 2waytraffic расположены в Лондоне, Нью-Йорке, Будапеште, Стокгольме и Мадриде. Компания также выпускала интерактивные телевикторины Play, Garito и Game On.

## История
Компания 2waytraffic основана в 2004 году. В 2006 году компания приобрела лицензию у британской компании Celador на производство выпусков «Кто хочет стать миллионером?» и «Самый умный». 14 марта 2007 года название 2waytraffic получила компания Celador International.
С 4 июня 2008 года компания 2waytraffic принадлежит американской компании Sony Pictures Entertainment и насчитывает более 20 телеформатов.
В апреле 2012 года основной офис компании 2waytraffic был ликвидирован, но заставка компании продолжала появляться после финальных титров программы «Самый умный». С 27 декабря 2008 до июня 2021 года логотип компании появлялся по окончании программы «Кто хочет стать миллионером?». Компанией 2waytraffic также возглавлены офисы 2waytraffic International, Emexus Group (2WayTraffic Mobile) и Intellygents.

## Программы собственного производства
- Кто хочет стать миллионером? (2008—2021)
- Самый умный (2007—2012)
- Подари себе жизнь